# Anarrhinum duriminium
Anarrhinum duriminium är en grobladsväxtart som först beskrevs av Felix de Silva Avellar Brotero, och fick sitt nu gällande namn av Christiaan Hendrik Persoon. Anarrhinum duriminium ingår i släktet gapmunnar, och familjen grobladsväxter. Inga underarter finns listade i Catalogue of Life.